# Teresa Brambilla
Teresa Brambilla (Cassano d'Adda, 23 d'octubre de 1813 - Milà, 15 de juliol de 1895) fou una soprano d'agilitat italiana. És recordada principalment com la primera intèrpret del paper de Gilda de l'òpera Rigoletto de Giuseppe Verdi, un paper que va interpretar en molts teatres arreu d'Europa, entre ells al Théâtre des Italiens de París i al de Sant Petersburg. Hi va haver més cantants a la seva família: les seves germanes Marietta Brambilla i Giuseppina Brambilla, ambdues contralts, i la seva neboda Teresina Brambilla, soprano, entre d'altres.

## Biografia i carrera
Teresa Brambilla va néixer a Cassano d'Adda, filla de Gerolamo i Angela Columbo, i va ser la tercera de cinc germanes, totes elles cantants. Marietta (1807-1875) va ser una contralt especialitzat en papers en travesti. Giuseppina (1819-1903) va cantar papers tant de soprano com de contralt als principals teatres europeus. Annetta (1812-?) i Lauretta (1823-1881), ambdues sopranos, van tenir carreres menors, especialment en els teatres d'òpera provincials italians.
Va estudiar al Conservatori de Milà, on va ser admesa el 1827 i on va coincidir com alumna amb Giuseppina Strepponi, la futura esposa de Giuseppe Verdi. Teresa va debutar el 1833 a Milà al Teatro Carcano, on va cantar Beatrice di Tenda, de Vincenzo Bellini i, a la tardor, l'òpera Le cantatrici villane de Valentino Fioravanti.
Després d'algunes temporades als teatres italians, va cantar a Barcelona entre el 1836 i el 1837 com a soprano prima donna. Segons el Diario de Barcelona, va actuar en les temporades 1836-1837, 1837-1838 i 1838-1839 en la tessitura de contralt. El primer dels dos anys, Teresa va haver de cancel·lar a Barcelona diversos concerts, per una malaltia que el Diari de Barcelona va comentar com "la cruel malaltia del xarampió i d'una fort angina". Encara convalescent, el 3 de gener de 1836 va cantar al Teatre de la Santa Creu l'òpera Erano due or sono trè, de Luigi Ricci amb text de Giacopo Ferretti. Pel que fa a la primera temporada en el Santa Creu, el Diario de Barcelona esmenta també la presència, com a prima donna, d'Amalia Brambilla-Verger, casada amb Giovanni Battista Verger, també present a la companyia d'òpera, i filla del compositor Paolo Brambilla, una família que sembla no estar emparentada amb Teresa.
En 1837 any va actuar al Teatro alla Scala de Milà, amb la seva germana Marietta, en la cantata In morte di Maria Malibran (de Gaetano Donizetti, Giovanni Pacini, Saverio Mercadante, Nicola Vaccai i Pietro Antonio Coppola), arran de la inauguració del bust de la cantant Maria Malibran.
Va obtenir un nou èxit important a Florència en la primavera 1840, en el Teatro della Pergola, cantant el paper d'Alice de Roberto il diavolo de Giacomo Meyerbeer. També va cantar algunes òperes franceses traduïdes a l'italià, en primera audició, incloent-hi Les Huguenots de Meyerbeer, estrenada sota el nom de Gli Anglicani el 1841. També al Teatro della Pergola va interpretar el paper principal de la òpera Vannina d'Ornano de Fulvio Campana, escenificada més més tard, el 1843, al Real Teatro Rossini de Liorna).
Els seus èxits van continuar a Roma, on el 1842 va ser nomenada "membre honorari pel cantar" de l'Accademia di Santa Cecilia. A la ciutat va actuar al Teatro Apollo en el papers protagonistes de l'òpera Virginia d'Alessandro Nini, de l'òpera Maria de Rudenz de Gaetano Donizetti i de Bonifazio de' Geremei de Józef Michał Poniatowski.
Després d'haver superat alguns problemes de salut (va patir una tuberculosi miliar que la va mantenir allunyada de l'escena durant algun temps), Teresa va marxar a París el 1845, on va guanyar el favor del públic i de la crítica actuant al Théâtre des Italiens en les òperes de Verdi Nabucco, interpretant el paper d'Abigaille, i Ernani, a més d'interpretar Il matrimonio segreto de Cimarosa, al costat de la seva germana Marietta. Les temporades següents (abril de 1846 a maig de 1848) va cantar al Teatro San Carlo de Nàpols, destacant en Beatrice di Tenda i Bondelmonte de Giovanni Pacini.
En 1850 encara obtingué grans èxits en obres de Verdi al Teatro Comunale Nuovo de Mòdena, interpretant les òperes Luisa Miller i Attila.
Giuseppe Verdi va voler que fos la primera intèrpret del paper de Gilda de l'òpera Rigoletto, en l'estrena del Teatre La Fenice de Venècia de l'11 de març de 1851.
Aquell mateix any va estrenar el paper de Palmira de l'òpera Fernando Cortez de Francesco Malipiero, al mateix teatre de La Fenice de Venècia.
Després d'aquests èxits, va marxar cap a Odessa, on la seva germana Giuseppina ja actuava. Teresa va cantar en aquella ciutat, entre altres obres, Norma de Bellini, El barber de Sevilla de Rossini i Lucia di Lammermoor de Donizetti. Després d'un breu retorn a Itàlia, va marxar a la seva última temporada a Iași (actualment pertanyent a Romania), una temporada que va interrompre sobtadament a l'abril de 1855 per anunciar la seva retirada dels escenaris i el seu matrimoni amb el comerciant Annibale Cambiaggio.
Va morir el 15 de juliol de 1895, sent enterrada al Cementiri Monumental de Milà.